# Rắn hổ mang một mắt kính
Rắn hổ mang một mắt kính hay còn được gọi là rắn hổ đất, rắn hổ mang mắt đơn, rắn hổ phì, rắn hổ sáp (danh pháp hai phần: Naja kaouthia) là 1 loài rắn thuộc họ Elapidae, phân bố rộng từ Trung Á đến Nam Á. Loài này được Lesson mô tả khoa học đầu tiên năm 1831.

## Lịch sử phân loại
Năm 1831, Phân loại đầu tiên mô tả rắn hổ đất như 1 loài rắn đẹp với điểm khác biệt rắn hổ mang đeo kính, có 188 vảy bụng và 53 cặp vảy đuôi.
Kể từ đó, một số rắn hổ đất được mô tả dưới những tên khoa học khác nhau:
- Năm 1834, John Edward Gray đã xuất bản mô tả đầu tiên của Thomas Hardwicke's về rắn hổ đất dưới tên Naja tripudians var. fasciata.[4]
- Năm 1839, Thomas Cantor đã mô tả một con rắn hổ với các sọc vàng mờ và một vòng tròn trắng ở lưng dưới tên Naja larvata, được tìm thấy ở Bombay, Calcutta và Assam.[5]

Năm 1940, Malcolm Arthur Smith đã phân loại rắn hổ đất như là 1 phân loài của rắn hổ mang đeo kính dưới tên Naja naja kaouthia.
- Naja kaouthia kaouthia – Deraniyagala, 1960

## Phân bố và môi trường sống
Rắn hổ đất phân bố từ Ấn Độ ở phía tây cho đến Trung Quốc, Việt Nam và Campuchia. Nó cũng hiện diện ở bán đảo Mã Lai và có nguồn gốc từ Bangladesh, Bhutan, Myanmar, Lào, Nepal và Thái Lan.

## Sinh sản
Đây là loài đẻ trứng. Con cái đẻ từ 16 tới 33 trứng trong 1 ổ. Thời gian ấp trứng từ 55 đến 73 ngày. Đẻ trứng vào tháng Giêng tới tháng Ba. Những con cái thường ở lại canh trứng. Một số trường hợp ghi nhận thấy sự hợp tác giữa con đực và cái được báo cáo trong Naja naja x Naja kaouthia. Con non mới nở dài 200 - 350mm và có khả năng bạnh cổ.